# Calciatore dell'anno (Ucraina)
Il premio al calciatore ucraino dell'anno (Футболіст року) è un riconoscimento nato nel 1969 per iniziativa del quotidiano sovietico di Kiev Molod Ukrainu (Gioventù ucraina). Esso aveva lo scopo di premiare, tramite un sondaggio, il miglior calciatore sovietico proveniente dall'Ucraina, all'epoca una delle 15 repubbliche dell'URSS. Già nel 1966, in epoca precedente al premio, un ucraino, Andrej Biba, era stato votato come calciatore sovietico dell’anno.
Fino al 1991, ultimo anno dell'Ucraina da repubblica sovietica, in 9 occasioni il calciatore ucraino dell'anno coincise con quello sovietico. I vincitori del doppio riconoscimento furono Evgenij Rudakov (nel 1971), Oleh Blochin (tre anni consecutivi dal 1973 al 1975), Vitalij Staruchin (nel 1979), Hennadij Lytovčenko (nel 1984), Anatolij Demjanenko (nel 1985), Oleksandr Zavarov (nel 1986) e Oleksij Michajličenko (nel 1988), mentre Vladimir Muntjan nel 1969 e Oleh Protasov nel 1987, vinsero invece il premio come migliori calciatori sovietici dell'anno, ma non quello di calciatori ucraini. Particolare ancora più notevole, l'allora sovietico Ihor Belanov vinse il Pallone d’oro nel 1986 ma non vinse mai il premio di miglior calciatore ucraino.
Dal 1990 il premio fu organizzato dal quotidiano sportivo Ukrains'kij Futbol (Calcio ucraino), appartenente oggi allo stesso editore di Molod Ukrainu.
I calciatori con il maggior numero di riconoscimenti sono l'ex sovietico Oleh Blochin (9) e Andrij Ševčenko (6). In particolare Blochin riuscì nel 1975 a vincere il premio come miglior calciatore ucraino, sovietico e il Pallone d'oro.

## Albo d'oro
| Anno | Giocatore             | Squadra     |
| ---- | --------------------- | ----------- |
| 1969 | Viktor Serebrjanykov  | Dinamo Kiev |
| 1970 | Vladimir Muntjan      | Dinamo Kiev |
| 1971 | Evgenij Rudakov       | Dinamo Kiev |
| 1972 | Oleh Blochin          | Dinamo Kiev |
| 1973 | Oleh Blochin          | Dinamo Kiev |
| 1974 | Oleh Blochin          | Dinamo Kiev |
| 1975 | Oleh Blochin          | Dinamo Kiev |
| 1976 | Oleh Blochin          | Dinamo Kiev |
| 1977 | Oleh Blochin          | Dinamo Kiev |
| 1978 | Oleh Blochin          | Dinamo Kiev |
| 1979 | Vitalij Staruchin     | Dinamo Kiev |
| 1980 | Oleh Blochin          | Dinamo Kiev |
| 1981 | Oleh Blochin          | Dinamo Kiev |
| 1982 | Anatolij Demjanenko   | Dinamo Kiev |
| 1983 | Oleh Taran            | Dnipro      |
| 1984 | Hennadij Lytovčenko   | Dnipro      |
| 1985 | Anatolij Demjanenko   | Dinamo Kiev |
| 1986 | Oleksandr Zavarov     | Dinamo Kiev |
| 1987 | Oleksij Michajličenko | Dinamo Kiev |
| 1988 | Oleksij Michajličenko | Dinamo Kiev |
| 1989 | Volodymyr Bezsonov    | Dinamo Kiev |
| 1990 | Sergej Juran          | Dinamo Kiev |
| 1991 | Achrik Cvejba         | Dinamo Kiev |

| Anno | Giocatore                              | Squadra                |
| ---- | -------------------------------------- | ---------------------- |
| 1992 | Viktor Leonenko                        | Dinamo Kiev            |
| 1993 | Viktor Leonenko                        | Dinamo Kiev            |
| 1994 | Viktor Leonenko                        | Dinamo Kiev            |
| 1995 | Jurij Kalytvyncev                      | Dinamo Kiev            |
| 1996 | Serhij Rebrov                          | Dinamo Kiev            |
| 1997 | Andrij Ševčenko                        | Dinamo Kiev            |
| 1998 | Serhij Rebrov                          | Dinamo Kiev            |
| 1999 | Andrij Ševčenko                        | Dinamo Kiev            |
| 2000 | Andrij Ševčenko                        | Milan                  |
| 2001 | Andrij Ševčenko                        | Milan                  |
| 2002 | Anatolij Tymoščuk                      | Šachtar                |
| 2003 | Oleh Venhlyns'kyj                      | Dnipro                 |
| 2004 | Andrij Ševčenko                        | Milan                  |
| 2005 | Andrij Ševčenko                        | Milan                  |
| 2006 | Anatolij Tymoščuk                      | Šachtar                |
| 2007 | Anatolij Tymoščuk                      | Šachtar                |
| 2008 | Arcëm Mileŭski                         | Dinamo Kiev            |
| 2009 | Arcëm Mileŭski                         | Dinamo Kiev            |
| 2010 | Jevhen Konopljanka                     | Dnipro                 |
| 2011 | Andrij Voronin                         | Dinamo Mosca           |
| 2012 | Jevhen Konopljanka                     | Dnipro                 |
| 2013 | Andrij Jarmolenko / Jevhen Konopljanka | Dinamo Kiev / Dnipro   |
| 2014 | Andrij Jarmolenko                      | Dinamo Kiev            |
| 2015 | Andrij Jarmolenko                      | Dinamo Kiev            |
| 2016 | Ruslan Rotan'                          | Dnipro                 |
| 2017 | Andrij Jarmolenko                      | Dinamo Kiev            |
| 2018 | Viktor Cyhankov                        | Dinamo Kiev            |
| 2019 | Oleksandr Zinčenko                     | Manchester City        |
| 2020 | Denys Favorov                          | Desna Černihiv / Zorja |